# Paraphyllomimus pusillus
Paraphyllomimus pusillus är en insektsart som beskrevs av Max Beier 1954. Paraphyllomimus pusillus ingår i släktet Paraphyllomimus och familjen vårtbitare. Inga underarter finns listade i Catalogue of Life.